# Internationale hulpverlening
Internationale hulpverlening is het verstrekken van hulp door de ontwikkelde landen aan de ontwikkelingslanden, in de vorm van financiële middelen, goederen of technische steun. De steun kan worden verstrekt door internationale organisaties (multilaterale bijstand), door regeringen (bilaterale bijstand) of door vrijwilligersorganisaties. Investeringen of leningen door particuliere bedrijven worden vaak gedeeltelijk beschouwd als internationale hulpverlening.